# 호암 언론상
호암 언론상(湖巖 言論賞)은 호암재단이 주관하는 상인 호암상의 과거 시상 부문이다. 언론 분야에서 탁월한 연구 업적을 이룩한 대한민국 국적의 언론인에게 수여되었다. 1991년에 처음 수여되었으며 1996년에 언론상 선정 및 시상 업무가 재단법인 삼성언론재단에 이관되면서 폐지되었다.

## 역대 수상자
- 1991년: MBC 교양제작국 《인간시대》 제작팀
- 1992년: 양호민
- 1993년: 최창봉
- 1994년: 송건호
- 1995년: 수상자 없음
- 1996년: 김창열